# Trăiască Regele
Trăiască Regele (deutsch Heil unserm Könige) war von 1881 bis 1947 die Nationalhymne des Königreichs Rumänien.

## Geschichte
Im Jahr 1862 gewann der Marș triumfal (deutsch Triumphmarsch) von Eduard Hübsch einen organisierten Wettbewerb für eine Nationalhymne. Dieser wurde im Fürstentum Rumänien unter der Führung von Alexandru Ioan Cuza und später Karl I. als Musik ohne Text gespielt. Als Rumänien 1881 Königreich wurde, schrieb Vasile Alecsandri den Text der Königshymne Trăiască Regele zur bereits bekannten Melodie. Die Hymne wurde auch als Imnul Regal (deutsch Königliche Hymne) bezeichnet. Nach der Krönung von Ferdinand I zum König von Großrumänien am 15. Oktober 1922 in Karlsburg (Alba Iulia) wurde die Königshymne bei Veranstaltungen der Deutschen in Rumänien mit einem offiziellen deutschen Text gesungen (Übertragung ins Deutsche durch K. H. Hiemesch). 
Nach dem Ende der Monarchie wurde Zdrobite cătușe die Nationalhymne.

## Text
Original
Trăiască Regele

În pace și onor

De țară iubitor

Și-apărător de țară.

Fie Domn glorios

Fie peste noi,

Fie-n veci norocos

În război.

O! Doamne Sfinte,

Ceresc părinte,

Susține cu a Ta mână

Coroana Română!

Trăiască Patria

Cât soarele ceresc,

Rai vesel pământesc

Cu mare, falnic nume.

Fie-n veci el ferit

De nevoi,

Fie-n veci locuit

De eroi.

O! Doamne Sfinte,

Ceresc Părinte,

Întinde a Ta mână

Pe Țara Română!
Wörtliche deutsche Übersetzung
Es lebe der König

In Frieden und Ehre

Das Land Liebender

Und Beschützer des Landes.

Möge er ein ruhmreicher Herr sein

Möge er über uns sein,

Möge er für immer Glück haben

Im Krieg.

Oh! Heiliger Herr,

Himmlischer Vater,

Unterstütze mit deiner Hand

Die rumänische Krone!

Es lebe das Vaterland

Solange wie die himmlische Sonne.

Glückliches irdisches Paradies

Mit großem beeindruckenden Namen.

Möge es für immer bewahrt sein

vor Nöten.

Möge es für immer von

Helden bewohnt sein.

Oh! Heiliger Herr,

Himmlischer Vater,

Strecke deine Hand aus

Auf das rumänische Land!
Offizieller deutscher Text
Heil unserm Könige!

Frieden sei ihm beschert,

ihm, den das Volk verehrt,

dem Beschützer der Heimat!

Weithin strahl' seines Ruhms

heller Glanz!

In der Schlacht schmücke ihn

Siegeskranz!

Oh heil'ger Gott in den Höhen,

hör unser Flehen:

Schirm' und vor Stürmen verschone

Rumäniens Krone!

Heil unserm Vaterland!

Dem Paradiese gleich

sei es, an Liebe reich

und an Freiheit und Freude!

Ihm bleib' fern Schmach und Not;

aber drin

wohne stets Jugendkraft

Heldensinn!

Oh heil'ger Gott in den Höhen,

hör' unser Flehen;

Über Rumäniens Gelände

breit' deine Hände!